# Куб-компаньон

Общий вид куба-компаньона (Portal 2)

Утяжелённый куб-компаньон (сокращается до куб-компаньон) — вымышленный предмет из серии видеоигр Portal от Valve Corporation. Впервые появился на одном из уровней, Тестовой камере 17, первой части. Похож на другие утяжелённые грузовые кубы, но отличается от них символами сердца на корпусе. Куб-компаньон стал популярным среди фанатов, а также талисманом игр Valve. Хотя антагонист GLaDOS говорила, что куб-компаньон может быть разумным, неясно, является ли это правдой.

## Разработка
В Portal часто используются кубы для решения головоломок. Зачастую их необходимо положить на кнопку, после чего происходит определённое событие. Подобные кубы не имеют особой ценности, после выполнения своей функции игроки забывают о них. На одном из последних уровней всего один куб на весь уровень, и его нужно использовать постоянно, как щит, груз, ступеньку — однако тестировщики не брали предмет с собой. Именно поэтому куб-компаньон сделали визуально отличным от других с помощью изображения сердец на корпусе. Фразы антагониста Portal GLaDOS прописаны так, чтобы предмет казался «уязвимым», заставляя игроков чувствовать ответственность за него. В конце уровня GLaDOS просит бросить куб-компаньон в мусоросжигательную печь. У игрока к этому времени уже формируется чувство привязанности, он обычно старается избежать его уничтожения, но игра вынуждает кинуть предмет в печь, запрещая дальше продвигаться по сюжету. После сжигания куба GLaDOS отмечает, что игрок сделал это быстрее, чем остальные испытуемые, формируя чувство вины о содеянном. В ранних версиях Portal предмет не требовалось уничтожать, однако разработчики искали способ познакомить игрока с механикой мусоросжигателей, которая в дальнейшем используется в финальной битве. По мнению разработчиков, получившееся решение вышло намного сильнее: оно идеально подошло для того, чтобы одновременно обучить игровой механике и вызвать сильные эмоции.

## Наследие и отзывы
Уровень с кубом-компаньоном — яркий пример чёрного юмора, являющийся одной из ключевых особенностей серии Portal. Сам предмет полюбился многим игрокам и журналистам, став одним из символов не только франшизы, но и компании Valve в целом. Куб-компаньон получил от «Страны Игр» приз «Лучший персонаж второго плана».
В книге Respawn: Gamers, Hackers, and Technogenic Life куб-компаньон называется примером «жертвенной логики» экспериментальной науки. Факт «усыпления» предмета ради прохождения сравнивается с опытами на животных в реальном мире. GLaDOS утверждает, что «независимая группа специалистов по этике» освободила Aperture Science или её испытуемых от «моральной ответственности» за смерть куба-компаньона, но продолжает умалчивать, может ли он испытывать боль, добавляя, что только «восемь из десяти» инженеров согласны с тем, что он «ничего не чувствует».
Куб-компаньон также демонстрирует то, как фанаты готовы выйти за рамки игровой логики, чтобы «спасти» его — форма сопротивления, похожая на хактивизм и глушение культуры. Ким Свифт, главный дизайнер Portal, отметил, что многие игроки были готовы сделать практически всё, чтобы спасти куб-компаньон, в том числе сами прыгнуть в мусоросжигательную печь. Другие пытались сломать скрипты, чтобы сбежать из тестовой камеры вместе с кубом, например, заблокировав двери камерами наблюдения. Стремление спасти предмет проявилось и во многих созданных фанатами произведениях на основе Portal.
На стенах уровня можно найти надписи предыдущих испытуемых, включая изменённые отрывки из стихотворений о смерти, посвящённые кубу-компаньону. Например, там встречается переделанная версия произведения американской поэтессы Эмили Дикинсон «Раз к Смерти я не шла…» (англ. Because I could not stop for Death…). Издание New York Press отмечает, что куб является «объектом вожделения»: хотя отношения между игроком и кубом поначалу кажутся платоническими, вскоре появляются романтические и сексуальные подтексты. Среди надписей на стенах можно найти граффити, изображающие человеческие фигуры с заменёнными головами на кубы-компаньоны, в том числе полуобнажённый пинап.
Мэтт Марджини из Kill Screen сравнил куб-компаньон с другими помощниками в видеоиграх, назвав таких персонажей как объектом «раздражения», так и «непропорциональным эмоциональным вложением». Джонатан Нейлс из Ars Technica назвал предмет «вероятно, самой сильной локальной шуткой, появившейся в видеоиграх со времён „All your base are belong to us”».
Одними из первых официальных товаров, изображающих куб-компаньон, стали плюшевые игрушки, выпущенные Valve в 2007 году. В 2017 году в Dota 2 был добавлен скин на персонажа Ио, отсылающий на куб. В 2020 году в Steam-версии Apex Legends вышел амулет с изображением персонажа Ватсон, обнимающей предмет из Portal.